# 雷尼尔滩站
雷尼尔滩车站 （英語：Rainier Beach Station）位于华盛顿州西雅图，是海湾运输署运营的中央线的一个路面车站。该车站设有一个中间站台，为一个开放式车站。它于2009年7月18日启用。预计到2020年该车站的日乘降次数会达到2000次。

## 位置
车站位于西雅图雷尼尔滩社区，南马丁路德金路的路中央。车站距离雷尼尔滩中学与Seward公园大约0.5英里。

## 公交换乘
车站附近的街角有三个公交车站。金县公交的8路，9X路，106路，107路在此提供服务。8路车的路线与轻轨在雷尼尔滩车站至贝克山车站之间的路线重合，但提供了更多的车站来为该地区的客流提供服务。